# 日以作夜
《日以作夜》（法語：La Nuit américaine）是一部1973年法蘭索瓦·楚浮执导的法国电影，楚浮饰演电影导演费朗，Jacqueline Bisset与讓-皮埃爾·里奧主演。

## 剧情
电影记录了《Je Vous Présente Paméla》的制作过程，这是一部老套的情节剧，由老牌银幕偶像Alexandre（Jean-Pierre Aumont）、前天后Séverine（Valentina Cortese）、Alphonse（Jean-Pierre Léaud）和英国女演员Julie Baker（Jacqueline Bisset）主演。
中间有几个小插曲，记录了剧组成员和导演Ferrand（Truffaut）的故事，他处理了拍电影的实际问题。在镜头背后，演员和工作人员经历了几段恋情、婚外情、分手和悲伤。尤其是其中一位女配角被曝出怀孕，更是让剧组动荡不安。后来，Alphonse的情人为了影片中的特技演员而离开了他，这使得Alphonse陷入了与迁就的Julie的一夜情中；于是，幼稚的Alphonse误以为Julie的怜悯是真爱，便将此事告知了Julie的丈夫。最后，亚历山大因车祸死在了去医院的路上。

## 角色
- 弗朗索瓦·特吕弗 - 导演 Ferrand
- 杰奎琳·比塞特 - Julie，美国著名女演员
- Valentina Cortese - Severine
- Dani - Liliane
- Alexandra Stewart - Stacey
- Jean-Pierre Aumont - Alexandre，电影演员，后来死于一场车祸，需要替身才能完成拍摄
- Jean Champion - Bertrand
- 讓-皮埃爾·里奧 - Alphonse
- 娜塔莉·貝伊 - Joelle
- David Markham - 医生 Nelson，Julie的丈夫
- Zénaïde Rossi - Madame Lajoie, Gaston的妻子
- Xavier Saint-Macary - Christian, Alexandre的情人
- Bernard Menez - 道具员
- Nike Arrighi - Odile
- Gaston Joly - Gaston
- Jean Panisse - Arthur
- Maurice Séveno - 电视报道员
- Christophe Vesque - the boy in Ferrand's dream
- Graham Greene - 承保人 ( Henry Graham)
- Marcel Berbert - 承保人[1]

## 荣誉
影片获得1974年第27届英国电影学院奖最佳影片、最佳导演和最佳女配角奖，以及奥斯卡最佳外语片。导演获提名奥斯卡最佳导演奖，Valentina Cortese获提名奥斯卡最佳女配角奖。
本片被认为是导演最重要的作品之一，《时代周刊》将本片和《四百击》列入20世纪百大佳片之中。